# 2024年カナダグランプリ
2024年カナダグランプリ（英: 2024 Canadian Grand Prix、正式名称: Formula 1 AWS Grand Prix Du Canada 2024）は、2024年のF1世界選手権第9戦として、2024年6月9日にジル・ヴィルヌーヴ・サーキットで開催された。

## 背景
タイヤ
ピレリが持ち込んだドライ用タイヤのコンパウンドはハード（白）：C3、ミディアム（黄）：C4、ソフト（赤）：C5のソフト寄りの組み合わせ。
| ドライ用   | ドライ用       | ドライ用   | ウェット用           | ウェット用   |
| C3         | C4             | C5         | インターミディエイト | フルウェット |
| ---------- | -------------- | ---------- | -------------------- | ------------ |
| （ハード） | （ミディアム） | （ソフト） | （小雨用）           | （大雨用）   |
DRS：3箇所
※（　）内は検知ポイント
- DRS1：ターン7の95m先から（ターン5の15m先）
- DRS2：ターン12の155m手前から（ターン9の110m先）
- DRS3：ターン14の70m先から（DRS2と同様）

## エントリー
レギュラードライバーは前戦モナコGPから変更なし。アルピーヌはFP1で、リザーブドライバーのジャック・ドゥーハンがエステバン・オコンに代わって走行する。

## フリー走行
FP1
2024年6月7日 13:30 EDT(UTC-4) （特記のない出典: ）
- 気温: 19 °C (66 °F) 路面温度: 30 °C (86 °F) 天候: 曇のち晴 路面状況: ウェット→ドライ

セッション開始前に雹混じりの大雨が降り、コースに大きな水たまりが残った影響から、ピットレーンはセッション開始から21分間クローズされた。ピットレーンがオープンしてからもコースは濡れたままだったため各車フルウェットタイヤで走行を開始した。残り30分のところで周冠宇がクラッシュしてコース脇にマシンを止めたため約7分間中断した。再開後には晴れ間も出て路面が乾き始め、多くのマシンがインターミディエイトタイヤで走行したが、以後のセッションも雨予報が出ていたため雨用タイヤを節約したいことや、終盤には走行ラインができてきたこともあり各車ドライタイヤに切り替えた。エステバン・オコンに代わって走行したジャック・ドゥーハンは路面状況の影響によりわずか3周しか走行できず、タイムは記録されなかった。
FP2
2024年6月7日 17:00 EDT(UTC-4) （特記のない出典: ）
- 気温: 20 °C (68 °F) 路面温度: 27 °C (81 °F) 天候: 小雨 路面状況: ドライ→セミウェット

セッション開始から小雨が降り出し、路面が徐々に濡れてきたものの各車ドライタイヤで走行を始める。その中でシャルル・ルクレールはインターミディエイトタイヤで走行を開始したが、まだウェットコンディションの宣言がされていない状態だったため審議対象となった。マックス・フェルスタッペンは開始20分後に電気系統のトラブルによってマシン後方から白煙が出たため、その修理によりセッション終了まで走ることができなかった。
FP3
2024年6月8日 12:30 EDT(UTC-4)

### 各セッションの順位
| 順位  | ドライバー         | コンストラクター | タイム   |
| ----- | ------------------ | ---------------- | -------- |
| 1     | L.ノリス           | マクラーレン     | 1:24.435 |
| 2     | C.サインツ         | フェラーリ       | 1:24.763 |
| 3     | C.ルクレール       | フェラーリ       | 1:25.306 |
| 4     | L.ハミルトン       | メルセデス       | 1:25.970 |
| 5     | M.フェルスタッペン | レッドブル       | 1:26.502 |
| 出典: |                    |                  |          |

| 順位  | ドライバー   | コンストラクター             | タイム   |
| ----- | ------------ | ---------------------------- | -------- |
| 1     | F.アロンソ   | アストンマーティン・アラムコ | 1:15.810 |
| 2     | G.ラッセル   | メルセデス                   | 1:16.273 |
| 3     | L.ストロール | アストンマーティン・アラムコ | 1:16.464 |
| 4     | C.ルクレール | フェラーリ                   | 1:16.556 |
| 5     | D.リカルド   | RB                           | 1:16.731 |
| 出典: |              |                              |          |

| FP3 \| 順位 \| ドライバー \| コンストラクター \| タイム \| \| ---------- \| ------------------ \| ---------------------------- \| -------- \| \| 1 \| L.ハミルトン \| メルセデス \| 1:12.549 \| \| 2 \| M.フェルスタッペン \| レッドブル \| 1:12.923 \| \| 3 \| G.ラッセル \| メルセデス \| 1:12.957 \| \| 4 \| L.ストロール \| アストンマーティン・アラムコ \| 1:13.026 \| \| 5 \| O.ピアストリ \| マクラーレン \| 1:13.266 \| \| 出典: [15] \| \| \| \| | - 注: いずれもトップ5まで掲載。 |                              |          |
| 順位 | ドライバー                      | コンストラクター             | タイム   |
| 1 | L.ハミルトン                    | メルセデス                   | 1:12.549 |
| 2 | M.フェルスタッペン              | レッドブル                   | 1:12.923 |
| 3 | G.ラッセル                      | メルセデス                   | 1:12.957 |
| 4 | L.ストロール                    | アストンマーティン・アラムコ | 1:13.026 |
| 5 | O.ピアストリ                    | マクラーレン                 | 1:13.266 |
| 出典: |                                 |                              |          |

## 予選
2024年6月8日 16:00 EDT(UTC-4)

### 予選結果
| 順位                | No. | ドライバー                 | コンストラクター                        | Q1       | Q2       | Q3       | Grid |
| ------------------- | --- | -------------------------- | --------------------------------------- | -------- | -------- | -------- | ---- |
| 1                   | 63  | ジョージ・ラッセル         | メルセデス                              | 1:13.013 | 1:11.742 | 1:12.000 | 1    |
| 2                   | 1   | マックス・フェルスタッペン | レッドブル-ホンダ・RBPT                 | 1:12.360 | 1:12.549 | 1:12.000 | 2    |
| 3                   | 4   | ランド・ノリス             | マクラーレン-メルセデス                 | 1:12.959 | 1:12.201 | 1:12.021 | 3    |
| 4                   | 81  | オスカー・ピアストリ       | マクラーレン-メルセデス                 | 1:12.907 | 1:12.462 | 1:12.103 | 4    |
| 5                   | 3   | ダニエル・リカルド         | RB-ホンダ・RBPT                         | 1:13.240 | 1:12.572 | 1:12.178 | 5    |
| 6                   | 14  | フェルナンド・アロンソ     | アストンマーティン・アラムコ-メルセデス | 1:13.117 | 1:12.635 | 1:12.228 | 6    |
| 7                   | 44  | ルイス・ハミルトン         | メルセデス                              | 1:12.851 | 1:11.979 | 1:12.280 | 7    |
| 8                   | 22  | 角田裕毅                   | RB-ホンダ・RBPT                         | 1:12.748 | 1:12.303 | 1:12.414 | 8    |
| 9                   | 18  | ランス・ストロール         | アストンマーティン・アラムコ-メルセデス | 1:13.088 | 1:12.659 | 1:12.701 | 9    |
| 10                  | 23  | アレクサンダー・アルボン   | ウィリアムズ-メルセデス                 | 1:12.896 | 1:12.485 | 1:12.796 | 10   |
| 11                  | 16  | シャルル・ルクレール       | フェラーリ                              | 1:13.107 | 1:12.691 | n/a      | 11   |
| 12                  | 55  | カルロス・サインツ         | フェラーリ                              | 1:13.038 | 1:12.728 | n/a      | 12   |
| 13                  | 2   | ローガン・サージェント     | ウィリアムズ-メルセデス                 | 1:13.063 | 1:12.736 | n/a      | 13   |
| 14                  | 20  | ケビン・マグヌッセン       | ハース-フェラーリ                       | 1:13.217 | 1:12.916 | n/a      | 14   |
| 15                  | 10  | ピエール・ガスリー         | アルピーヌ-ルノー                       | 1:13.289 | 1:12.940 | n/a      | 15   |
| 16                  | 11  | セルジオ・ペレス           | レッドブル-ホンダ・RBPT                 | 1:13.326 | n/a      | n/a      | 16   |
| 17                  | 77  | バルテリ・ボッタス         | キック・ザウバー-フェラーリ             | 1:13.366 | n/a      | n/a      | PL 1 |
| 18                  | 31  | エステバン・オコン         | アルピーヌ-ルノー                       | 1:13.435 | n/a      | n/a      | 18 2 |
| 19                  | 27  | ニコ・ヒュルケンベルグ     | ハース-フェラーリ                       | 1:13.978 | n/a      | n/a      | 17   |
| 20                  | 24  | 周冠宇                     | キック・ザウバー-フェラーリ             | 1:14.292 | n/a      | n/a      | PL 1 |
| 107% time: 1:17.425 |     |                            |                                         |          |          |          |      |
| 出典:               |     |                            |                                         |          |          |          |      |

追記
- ^1 - ボッタスと周はパルクフェルメ下でセッティング変更（ボッタスはエナジーストアとコントロールエレクトロニクス、周はリアウィングを交換）を行ったため、決勝はピットレーンからスタートする[19][20][21]
- ^2 - オコンは前戦モナコGPでガスリーと接触した件のペナルティが未消化のため5グリッド降格[22][19][23]

## 決勝
2024年6月9日 14:00 EDT(UTC-4)　（特記のない出典: ）
- 気温: 16 °C (61 °F) 路面温度: 18 °C (64 °F) 天候: 雨のち晴 路面状況: ウェット→ドライ

### レース結果
| 順位  | No. | ドライバー                 | コンストラクター                        | 周回数 | タイム/リタイア原因 | Grid | Pts.  |
| ----- | --- | -------------------------- | --------------------------------------- | ------ | ------------------- | ---- | ----- |
| 1     | 1   | マックス・フェルスタッペン | レッドブル-ホンダ・RBPT                 | 70     | 1:45:47.927         | 2    | 25    |
| 2     | 4   | ランド・ノリス             | マクラーレン-メルセデス                 | 70     | +3.879              | 3    | 18    |
| 3     | 63  | ジョージ・ラッセル         | メルセデス                              | 70     | +4.317              | 1    | 15    |
| 4     | 44  | ルイス・ハミルトン         | メルセデス                              | 70     | +4.915              | 7    | 13 FL |
| 5     | 81  | オスカー・ピアストリ       | マクラーレン-メルセデス                 | 70     | +10.199             | 4    | 10    |
| 6     | 14  | フェルナンド・アロンソ     | アストンマーティン・アラムコ-メルセデス | 70     | +17.510             | 6    | 8     |
| 7     | 18  | ランス・ストロール         | アストンマーティン・アラムコ-メルセデス | 70     | +23.625             | 9    | 6     |
| 8     | 3   | ダニエル・リカルド         | RB-ホンダ・RBPT                         | 70     | +28.672             | 5    | 4     |
| 9     | 10  | ピエール・ガスリー         | アルピーヌ-ルノー                       | 70     | +30.021             | 15   | 2     |
| 10    | 31  | エステバン・オコン         | アルピーヌ-ルノー                       | 70     | +30.313             | 18   | 1     |
| 11    | 27  | ニコ・ヒュルケンベルグ     | ハース-フェラーリ                       | 70     | +30.824             | 17   |       |
| 12    | 20  | ケビン・マグヌッセン       | ハース-フェラーリ                       | 70     | +31.253             | 14   |       |
| 13    | 77  | バルテリ・ボッタス         | キック・ザウバー-フェラーリ             | 70     | +40.487             | PL   |       |
| 14    | 22  | 角田裕毅                   | RB-ホンダ・RBPT                         | 70     | +52.694             | 8    |       |
| 15    | 24  | 周冠宇                     | キック・ザウバー-フェラーリ             | 69     | +1 Lap              | PL   |       |
| Ret   | 55  | カルロス・サインツ         | フェラーリ                              | 52     | 接触                | 12   |       |
| Ret   | 23  | アレクサンダー・アルボン   | ウィリアムズ-メルセデス                 | 52     | 接触                | 10   |       |
| Ret   | 11  | セルジオ・ペレス 1         | レッドブル-ホンダ・RBPT                 | 51     | アクシデント        | 16   |       |
| Ret   | 16  | シャルル・ルクレール       | フェラーリ                              | 40     | パワーユニット      | 11   |       |
| Ret   | 2   | ローガン・サージェント     | ウィリアムズ-メルセデス                 | 23     | アクシデント        | 13   |       |
| 出典: |     |                            |                                         |        |                     |      |       |

追記
- ^FL - ファステストラップの1点を含む
- ^1 - ペレスはマシンが大きなダメージを負った状態で走行を続けた行為が安全上の問題でレギュレーション違反[注 2]と判断されたため、次戦スペインGPで3グリッド降格のペナルティが科せられた[29][30]

勝者マックス・フェルスタッペンの平均速度
- 173.122 km/h (107.573 mph)

ファステストラップ
- ルイス・ハミルトン - 1:14.856（70周目）

ラップリーダー
太字は最多ラップリーダー
- ジョージ・ラッセル - 20周 (1-20)
- ランド・ノリス - 8周 (21-25, 45-47)
- マックス・フェルスタッペン - 42周 (26-44, 48-70)

達成された主な記録
- ドライバー
  - 通算60勝目: マックス・フェルスタッペン

## 第9戦終了時点のランキング
|       | 順位 | ドライバー                 | ポイント |
| ----- | ---- | -------------------------- | -------- |
|       | 1    | マックス・フェルスタッペン | 194      |
|       | 2    | シャルル・ルクレール       | 138      |
|       | 3    | ランド・ノリス             | 131      |
|       | 4    | カルロス・サインツ         | 108      |
|       | 5    | セルジオ・ペレス           | 107      |
| 出典: |      |                            |          |

|       | 順位 | コンストラクター                        | ポイント |
| ----- | ---- | --------------------------------------- | -------- |
|       | 1    | レッドブル-ホンダ・RBPT                 | 301      |
|       | 2    | フェラーリ                              | 252      |
|       | 3    | マクラーレン-メルセデス                 | 212      |
|       | 4    | メルセデス                              | 124      |
|       | 5    | アストンマーティン・アラムコ-メルセデス | 58       |
| 出典: |      |                                         |          |

- 注：いずれもトップ5まで掲載。